# Id Software
id Software LLC (/ɪd/) là một công ty phát triển trò chơi điện tử có trụ sở tại Richardson, Texas. Công ty được thành lập vào ngày 1 tháng 2 năm 1991, bởi bốn thành viên của công ty máy tính Softdisk: lập trình viên John Carmack và John Romero, thiết kế trò chơi Tom Hall và nghệ sĩ Adrian Carmack.
id Software đã có những phát triển công nghệ quan trọng trong công nghệ trò chơi điện tử cho PC (chạy MS-DOS và Windows), bao gồm cả công việc được thực hiện cho các thương hiệu Wolfenstein, Doom, và Quake vào thời điểm đó. Công việc của id đặc biệt quan trọng trong công nghệ đồ họa máy tính 3D và game engine được sử dụng trong toàn bộ ngành công nghiệp trò chơi điện tử. Công ty đã tham gia vào việc tạo ra thể loại game bắn súng góc nhìn thứ nhất (FPS): Wolfenstein 3D thường được coi là game FPS thực sự đầu tiên; Doom là một trò chơi đã phổ biến thể loại này và trò chơi PC nói chung; và Quake là FPS 3D thực sự đầu tiên của id.
Vào ngày 24 tháng 6 năm 2009, ZeniMax Media mua lại công ty. Năm 2015, họ mở studio thứ hai ở Frankfurt, Đức.

## Lịch sử
Tháng 9 năm 1990, John Carmark, Adrian Carmark, John Romero và Tom Hall hợp sức với nhau và cùng tạo nên trò chơi đầu tiên trong sêri Commander Keen. Ác cảm với công việc của John Carmack, John Romero và Tom Hall, Nintendo đã từ chối việc cấp phép, Nintendo nói họ không có sự quan tâm trong việc mở rộng tới thị trường PC. Xung quanh thời gian này, Scott Miller của Apogee Software đã chú ý và phát hiện ra tài năng khác thường của 3 người sau khi đã chơi qua game Pyramids of Egypt do John Romero thiết kế và lập trình. Sau đó Scott Miller tìm cách tiếp cận và chiêu bài với John Romero bằng cách dưới lốt vỏ của một fan hâm mộ gửi thư đến cho John Romero. Sau đó khi John Romero gặp Scott Miller, Scott Miller đã giải thích rằng đó chỉ là hành động để tìm cách tiếp cận và bảo vệ những nhân tài như John Romero. Scott Miller đề nghị họ cộng tác với lời mời họ phát triển những game dạng shareware (có thể hiểu là những phần mềm, game đại trà trên mạng miễn phí) để Apogee Software phân phối và phát hành. Một lần nữa, đội ngũ id Software lại "vay mượn" máy tính để phát triển Commander Keen, một game thể loại platform (mô phỏng) như Super Mario Bros dành cho hệ máy PC. Họ làm việc tại căn nhà ven hồ khi mà họ sống tại Shreveport, Louisiana. 14/12/1990, phiên bản đầu tiên được Apogee Software phát hành. Không lâu sau đó, Softdisk đã thấy đội ngũ id muốn tách riêng ra làm độc lập nên đã gợi ý họ nên thành lập một cơ sở phát triển và lập trình game cùng nhau, nhưng nhân viên quản lý ở Softdisk đe dọa từ chức nếu một sự sắp đặt như vậy được thực hiện. Một tháng sau đó, Carmark, Romero và Tom Hall đồng loạt xin nghĩ việc ở công ty Softdisk Publishing và thành lập một công ty riêng mang tên id Software vào ngày 1 tháng 2 năm 1991. Lịch sử của id Software bắt đầu từ đấy.
Tháng 5 năm 1992, Wolfenstein 3D sản phẩm đầu tiên của id được tung ra với nhà phát hành Apogee, tên tuổi của id nổi tiếng khắp nơi trên thế giới. Tuy nhiên John Carmark lại không hài lòng về engine sử dụng lúc đó và thế là anh bắt tay làm một engine mới. Trong quá trình thực hiện, Tom Hall, người chỉ đạo khâu sáng tạo muốn thêm vào nhiều chi tiết hơn khi phát triển trò chơi này nhưng Romero và Carmark không chấp nhận do máy tính thời bấy giờ không đáp ứng nổi, Tom rời khỏi id và chuyển sang làm quản lý dự án cho Apogee. John Romero sau này khi hoàn thành Quake cũng bị đuổi việc và thành lập Ion Storm (được biết đến với Thief, Deus Ex), sau đó Tom Hall cũng gia nhập Ion Storm. American McGee một thời gian tham gia thiết kế màn chơi cho Doom II và Quake cũng bị đuổi việc và sau này gia nhập EA Games.

## Sản xuất phim
id Software đã dự tính cùng các độ ngũ làm phim đã sản xuất một bộ phim mang tên Doom vào năm 2005.

## Các dòng game
- Commander Keen
- Wolfenstein 3D
- Doom

Ý tưởng tạo ra Doom bắt nguồn vào tháng 9 năm 1992 sau khi tung ra bản Spear of Destiny - phần tiếp theo của Wolfenstein 3D, sau khi Carmark xem xong bộ phim The Color of Money do Tom Cruise đóng. 10 tháng 12 năm 1993 Doom ra mắt, tạo nên làn sóng hâm mộ chưa từng có trong công nghiệp game và thay đổi bộ mặt của các trò chơi máy tính lúc bấy giờ. Doom trở thành hình tượng bất hủ khi nói đến thể loại game bắn súng. Doom nhanh chóng được tiêu thụ 500 ngàn bản game đầu tiên và dừng ở con số 2 triệu bản bán ra.

## Các game của id Software
- Dangerous Dave (1988)
- Commander Keen
- Shadow Knights (1991)
- Wolfenstein (1992)
- Doom (1993)
- Quake (1996)
- Doom 3 (2004)
- Rage (2011)
- DOOM (2016)
- Doom Eternal (2020)